# Асеев, Николай Николаевич
Никола́й Никола́евич Асе́ев (фамилия при рождении — Ассе́ев, псевдоним — Никола́й Штальба́ум; 28 июня [10 июля] 1889, Льгов, Курская губерния, Российская империя — 16 июля 1963, Москва, СССР) — русский советский поэт, переводчик и сценарист, деятель русского футуризма. Член союза «Председателей земного шара». Лауреат Сталинской премии первой степени (1941).

## Биография
Н. Н. Асеев родился 28 июня (10 июля) 1889 года в городе Льгове (ныне Курской области) в семье страхового агента из дворян (или агронома). До 1911 года его фамилия официально писалась как Ассеев. Некоторые справочники, опирающиеся на 1-й том «Словаря псевдонимов» И. Ф. Масанова, указывают, что настоящая фамилия Асеева — Штальбаум, хотя в 4-м томе словаря, вышедшем при жизни Асеева, появилось опровержение: «Указание на то, что Асеев, Н. — псевд. Н. Н. Штальбаума, — не соответствует действительности. Асеев, Н. Н. — настоящая фамилия». В выходных данных номеров журнала «Проталинка» за 1914 год указан как «Н. Асѣевъ (Штальбаумъ)»; стихотворение Н. Асеева «Ёлкины женихи» в первом номере этого журнала также подписано «Н. Штальбаум».
Мать поэта Елена Николаевна, урождённая Пинская, умерла молодой, когда мальчику ещё не было 8 лет. Отец вскоре женился вторично. Детские годы провёл в доме у деда, Николая Павловича Пинского, заядлого охотника и рыболова, любителя народных песен и сказок и замечательного рассказчика. Бабка Варвара Степановна Пинская была в молодости крепостной, выкуплена из неволи дедом, влюбившимся в неё во время одного из своих охотничьих скитаний. Она много помнила из быта старой деревни. Асеев не раз отмечал их влияние на свое развитие.
Мальчик был отдан в Курское реальное училище, которое окончил в 1907 году. Затем учился на экономическом отделении в Московском коммерческом институте (1908—1910) и на историко-филологических факультетах Московского и Харьковского университетов (окончил в 1913). Публиковался в журнале для детей «Проталинка» (1914—1915).
В 1915 году призван в армию, но освобождён по болезни (туберкулёз). В 1917 году был вновь призван, служил в запасном полку в Гайсине; был избран в полковой Совет солдатских депутатов и вместе с эшелоном раненых сибиряков отправился в Иркутск. Во время гражданской войны оказался на Дальнем Востоке. Заведовал биржей труда, затем работал в местной газете, сначала выпускающим, позже в качестве фельетониста.
В 1922 году вызван в Москву телеграммой А. В. Луначарского. Участник группы «Творчество» вместе с С. М. Третьяковым, Д. Д. Бурлюком, Н. Ф. Чужаком. Один из лидеров групп ЛЕФ (1923—1928) и РЕФ (1929—1930). Хорошо знал В. В. Маяковского и Б. Л. Пастернака. В. Катаев позднее вывел Н. Н. Асеева в романе «Алмазный мой венец» под прозвищем «соратник».
С 1931 года и до своей кончины Асеев жил в «Доме писательского кооператива» в Камергерском переулке, о чём напоминает установленная на здании мемориальная доска. В годы войны, не будучи военнообязанным по возрасту, находился в эвакуации в Чистополе.
Дочь Марины Цветаевой Ариадна Эфрон, находившаяся в то время в заключении, впоследствии обвиняла Асеева в самоубийстве матери (неоказании ей помощи в эвакуации) и писала Б. Л. Пастернаку в 1956 г.:
«Для меня Асеев — не поэт, не человек, не враг, не предатель — он убийца, а это убийство — похуже Дантесова».
К Асееву и его жене обращено одно из предсмертных писем Цветаевой, которая просила позаботиться о сыне Георгии:
«Не оставляйте его никогда. Была бы без ума счастлива, если бы он жил у Вас».
Сам Георгий писал в дневнике:
«Асеев был совершенно потрясен известием о смерти Марины Цветаевой, сейчас же пошёл вместе со мной в райком партии, где получил разрешение прописать меня на его площадь…»
Мария Белкина в книге «Скрещение судеб», посвящённой последним годам жизни Цветаевой, пишет, что Н. А. Павлович рассказывала ей как однажды в церкви Юрмалы незадолго до смерти Асеева видела его плачущего и молящегося на коленях об искуплении своей вины перед Цветаевой.
Активно помогал молодым поэтам в период хрущёвской «оттепели». Сохранились его письма Виктору Сосноре, написанные незадолго до смерти, полные участия в творческой карьере молодого поэта.
Н. Н. Асеев умер от воспаления лёгких (осложнение застарелого туберкулёза) 16 июля 1963 года. Похоронен в Москве на Новодевичьем кладбище (участок № 6).

## Личная жизнь
Был женат на Ксении Михайловне Синяковой (1892—1985), одной из пяти харьковских сестёр Синяковых, бывших «музами русского футуризма». Жене посвящён ряд стихотворений Асеева разных лет, начиная с известного «Когда земное склонит лень…» (1916, со строкой «ты звёздам приходишься родственницей»). Велимир Хлебников посвятил ей пятую часть поэмы «Синие оковы» («И жемчуг северной Печоры / Таили ясных глаз озёра…»).
Сёстрами были увлечены Пастернак, Хлебников и Маяковский. Одна из её сестёр — Вера Михайловна Синякова (1896—1973) — была замужем за поэтом Г. Н. Петниковым (до 1924 года), затем прозаиком С. Г. Гехтом.
После смерти мужа Ксения Михайловна Синякова семнадцать лет прожила гражданским браком с художником-авангардистом Анатолием Зверевым, который был её младше на 39 лет, до самой её смерти в 1985 году.

## Творчество
Начал печататься в 1909 году. С 1914 года Асеев вместе с С. П. Бобровым и Б. Л. Пастернаком являлся одним из ведущих представителей кружка «Лирика» (в частности, написал предисловие к дебютному сборнику Пастернака «Близнец в тучах»), затем эти же трое поэтов составили ядро группы «Центрифуга», исповедовавшей футуризм. Первый сборник поэта «Ночная флейта» (1914) носил следы влияния символистской поэзии. Знакомство с произведениями В. В. Хлебникова, увлечение древнеславянским фольклором сказались в сборниках «Зор» (1914), «Леторей» (1915).
Творческое общение с В. В. Маяковским (с 1913) помогло формированию таланта Асеева. В его поэзии усиливаются революционные мотивы. Поэма «Сентиментальное путешествие знаменитого кота Буберы» (1920). Сборник «Бомба» (1921) был сожжён интервентами вместе с разгромленной типографией. «Марш Будённого» из поэмы «Будённый» (1922) стал популярной песней (музыка А. А. Давиденко). С 1923 участвовал в литературной группе «ЛЕФ». Поэма «Лирическое отступление» (1924) вызвала бурные дискуссии. Здесь Асеев сокрушается по поводу «уступок в идеологической сфере» и критически изображает искажение революционной идеи в новой политической обстановке НЭПа.
Автор произведений на революционную тематику: поэма «Свердловская буря» (1924), «Семён Проскаков» (1928), стихи о революционерах («Синие гусары», 1926, «Чернышевский», 1929), «Поэма о двадцати шести бакинских комиссарах» (1925 — типичный пример агитационной лирики в стиле Маяковского).
Особое место в творчестве Асеева занимает биографически-мемуарная поэма «Маяковский начинается» (1940), где есть воспоминания об атмосфере эпохи, о других деятелях футуризма.
Опубликовал за свою жизнь около восьмидесяти стихотворных сборников. Переводил стихи Мао Цзэдуна.

## Признание
Награды и премии
- Сталинская премия первой степени (1941) — за поэму «Маяковский начинается»
- орден Ленина (31.01.1939)
- орден Трудового Красного Знамени (28.07.1959)

В честь Асеева названы:
- улица Асеева в Москве;
- Курская областная научная библиотека;
- улицы в Курске и Льгове.
- На родине, в г. Льгове Курской области памяти поэта посвящён специальный литературно-мемориальный музей.
- В 2013 году в серии «Великие поэты» вышла книга Николая Асеева «Заржавленная лира».

### Сочинения
- Николай Асеев. Ночная флейта: Стихи. — Предисл. и обл. С. Боброва. — М.: Лирика, 1914. — 32 с.
- Николай Асеев. ЗОР: Стихи. — Обл. М. Синяковой. — М.: Лирень, 1914. — 18 с.
- Николай Асеев, Григорий Петников. Леторей: Кн. стихов — Обл. М. Синяковой. — М.: Лирень, 1915. — 32 с.
- Николай Асеев. Ой конин дан окейн! Четвёртая кн. стихов. — М.: Лирень, 1916. — 14 с.
- Николай Асеев. Оксана. — М.: Центрифуга, 1916. — 88 с.
- Николай Асеев. Бомба. — Владивосток: Вост. трибуна, 1921. — 64 с.
- Николай Асеев. Сибирская бась. — Чита, 1922
- Николай Асеев. Софрон на фронте. — М., 1922
- Николай Асеев. Аржаной декрет. — М.: ГИЗ, 1922. — 20 с.
- Николай Асеев. Совет ветров. — М.: ГИЗ, 1923. — 56 с.
- Николай Асеев. Стальной соловей. — М.: Вхутемас, 1922. — 27 с. (Серия поэтов; № 2)
- Николай Асеев. Избрань. — Облож. А. Родченко. — М.-Пг., Круг, 1923—128 с.
- Николай Асеев. Октябрьские песни. — М.: Мол. гвардия, 1925. — 32 с.
- Николай Асеев. За рядом ряд. — М., 1925 — 32 с.
- Николай Асеев. Расстрелянная земля (рассказы). — М.: Огонёк, 1925. — 44 с.
- Николай Асеев. Самое лучшее (избранные стихи). — М.: Огонёк, 1926. — 48 с.
- Николай Асеев. Изморозь: Стихи 1925—1926. — М.-Л.: ГИЗ, 1927. — 56 с.; 3000 экз.
- Николай Асеев. Разгримированная красавица. — М.: Федерация, 1928.
- Николай Асеев. Молодые стихи. — М.-Л.: ГИЗ, 1928. — 90 с.; 1500 экз. (Универсальная биб-ка, № 405—406)
- Николай Асеев. Дневник поэта. — Л.: Прибой, 1929. — 228 с.
- Николай Асеев. Проза поэта. — М.: Федерация, 1930.
- Николай Асеев. Запеваем! — М.: ГИЗ, 1930. — 102 с.
- Николай Асеев. Избранные стихи. / Обл. А. Родченко. — М.: ГИЗ, 1930.
- Николай Асеев. Большой читатель. — М.: Федерация, 1932.
- Николай Асеев. Избранные стихи. — М.: Федерация, 1933. — 210 с. — 5200 экз.
- Николай Асеев. Обновления жизни. Издательство писателей в Ленинграде. 1934.
- Николай Асеев. Удивительные вещи. — М.: Гослитиздат, 1934.
- Николай Асеев. Семен Проскаков: Стихотворные примечания к материалам по истории гражданской войны. — М.: ГИХЛ, 1937 — 52 с.; 10 000 экз. [Вклейка с двумя опечатками]
- Николай Асеев  Высокогорные стихи. — М.: Советский писатель, 1938.
- Николай Асеев. Наша сила. — М.: Гослитиздат, 1939. — 126 с.; 100 000 экз. (Дешёвая биб-ка)
- Николай Асеев. Зоревое пламя. — М.: Правда, 1939.
- Николай Асеев. Маяковский начинается: Повесть в 17 главах с эпилогом. — Иллюстр. Марии Синяковой. — М.: Советский писатель, 1940. — 138 с.; 10 000 экз.
- Николай Асеев. Первый взвод. — М.: Гослитиздат, 1941.
- Николай Асеев. Пламя победы. — Л.: Советский писатель, 1946.
- Николай Асеев. Разнолетье. — М.: Советский писатель, 1950.
- Николай Асеев. Раздумья. — М.: Советский писатель, 1955.
- Николай Асеев. Памяти лет. — М.: Гослитиздат, 1956.
- Николай Асеев. Стихи. — М.: Художественная литература, 1957.
- Николай Асеев. Самое лучшее. — М.: Молодая гвардия, 1959.
- Николай Асеев. Лад. — М.: Советский писатель, 1961. 2-е издание, доп. М.: Советский писатель, 1963.
- Николай Асеев. Самые мои стихи. — М.: Правда, 1962. — 31 с.; 150 000 экз. (Биб-ка Огонёк, № 12)
- Николай Асеев. Зачем и кому нужна поэзия. — М.: Советский писатель, 1961. — 315 с.

### Собрание сочинений
- Собрание сочинений: В 5 томах. — М.: Изд-во художественная литература, 1963—1964.
  - Т. 1: Стихотворения и поэмы. 1910—1927. — 1963. — 455 с.; портр.
  - Т. 2: Стихотворения и поэмы. 1927—1930. — 1963. — 415 с.
  - Т. 3: Стихотворения и поэмы. 1930—1941. — 1964. — 527 с.
  - Т. 4: Стихотворения и поэмы. 1941—1963: Переводы. — 1964. — 591 с.
  - Т. 5: Проза 1916—1963. — 1964. — 715 с.

### Серия «Великие поэты»
- Николай Асеев. Заржавленная лира: Стихотворения, поэмы. — М.: Комсомольская правда: НексМедиа, 2013. — 238 с.: ил. (Великие поэты; 87)

## Сценарии
- Необычайные приключения мистера Веста в стране большевиков, 1924.
- Броненосец «Потёмкин», 1925, совместно с Ниной Агаджановой[14].
- Федькина правда, 1925, совместно с Александром Перегудой[14].